# Hegyhátmaróc
Hegyhátmaróc is een plaats (község) en gemeente in het Hongaarse comitaat Baranya. Hegyhátmaróc telt 206 inwoners (2001).